# Prieuré de Valmogne
Le prieuré de Valmogne est située sur la commune de Baudinard-sur-Verdon, dans le département du Var.

## Histoire
Il semble que la construction du prieuré date de la fin du Ve siècle, édifié sur un ancien site gallo-romain. En 990, l'évêque de Riez fait don du prieuré à l'Abbaye de Lérins, qui l'échangera, en 1256, avec d'autres biens. Le prieuré devient alors propriété de l'abbaye Sainte Catherine de Sorps, à Bauduen. Incendié durant la Révolution française, il fut vendu comme bien national, puis utilisé comme bâtiment agricole.
Le prieuré est inscrit au titre des monuments historiques depuis le 14 mai 1973.